# きたかみ (フェリー・初代)
きたかみ（KITAKAMI）は、太平洋フェリーが運航していたフェリー。

## 概要
1989年にあるびれおの代船として就航した。2005年には総工費約3億円をかけてエントランス・展望通路のカーペット張替えやシャンデリア・ソファの交換、喫煙室2箇所の新設といった船内のリニューアルを実施、「光の装い」をテーマとした内装とした。その後本船より後に就航したいしかり（2代目）の引退後も運航を続けた。
末期は苫小牧 - 仙台間を主に運行、「きそ」「いしかり」のドック入り期間時に仙台 - 名古屋間に乗り入れた。
2017年5月29日に本船の代船となる新造船が発注され、同船（きたかみ (フェリー・2代)）の就航を前に2019年1月19日をもって引退。その後インドへスクラップ売却された。

## 船内
太平洋フェリー所有の各船はデザインコンセプトが定められているが、本船は「スターダストの詩」をデザインコンセプトとしている。いしかり、きそとは船内配置が異なり、本船のみの設備として、7デッキの船首方に展望室（フォワードサロン）が設置されている。
乗下船の際は階段を利用する必要があるため、車椅子利用者などは注意が必要である。

### 客室
ロイヤルスイートルームの設定がなく、S寝台（1段ベッド）がA寝台（カプセル）となっている。B寝台は通常の2段ベッドである。
スイートルームの船客には、レストランの食事券がサービスされる。なおレストランのバイキング料金がはいしかり・きそより安価に設定されている。スイートルームおよび特等は、バス・シャワートイレ付き、1等はシャワー・トイレ付きとなる。個室、A寝台にはテレビが設置されている。
- スイートルーム - 8デッキ2室
- セミスイートルーム - 8・7デッキ各2室
- 特等（洋室） - 7デッキ14室
- 特等（和室） - 7デッキ2室
- 1等（和洋室） - 6デッキ22室
- 1等（洋室） - 6デッキ8室
- 1等（和室） - 6デッキ6室
- A寝台 - 6デッキ1室（2段カプセルベッド）
- B寝台 - 6デッキ8室（女性専用客室設定あり）
- 2等室 - 6デッキ6室・7デッキ2室（和室・女性専用客室設定あり）
- ドライバールーム - 6デッキ3室（洋室）

### 公室
8デッキ（Aデッキ）
- オープンスカイホール

7デッキ（Bデッキ）
- 事務室
- 案内所
- ラウンジ「スターダスト」
- レストラン「グロブナーハウス」 - バイキング形式で朝食、昼食、夕食を提供
  - ミーティングルーム「ローズルーム」
- スタンドコーナー「フェリカクラブ」 - 1994年設置 軽食・飲料を提供、2015年10月以降は飲料のみの提供。
- ショップコーナー
- 展望室
- 展望通路

6デッキ（Cデッキ）
- エントランスホール
- 展望大浴場・サウナ
- ミニシアター
- ゲームコーナー
- カードルーム

### 過去の設備
- 大広間「みやぎの」（7デッキ、和室・喫煙コーナーに変更）
- ミーティングルーム（7デッキ、2等室に変更）
- バー「ジョン・シルバー」（7デッキ、スタンドコーナー拡張部に変更）
- 和風レストラン「あおば」「けやき」（7デッキ、レストラン「グロブナーハウス」拡張部に変更）

## 事故・インシデント
- 2011年3月11日、東北地方太平洋沖地震が発生した際、本船は仙台港に停泊中であった。本船は緊急出港により難を逃れたが、仙台港フェリーターミナルは2階まで浸水、可動橋も浸水で使用不能となり、シャーシや社用車が流されるなど甚大な被害を受けた。全社を挙げた復旧作業の結果、本船が3月25日に被災後の仙台港に初めて入港、6月1日から通常ダイヤでの運航を再開した[5]。(東日本大震災パネル展。於：名古屋港フェリーターミナル)